# Edgar Zachau

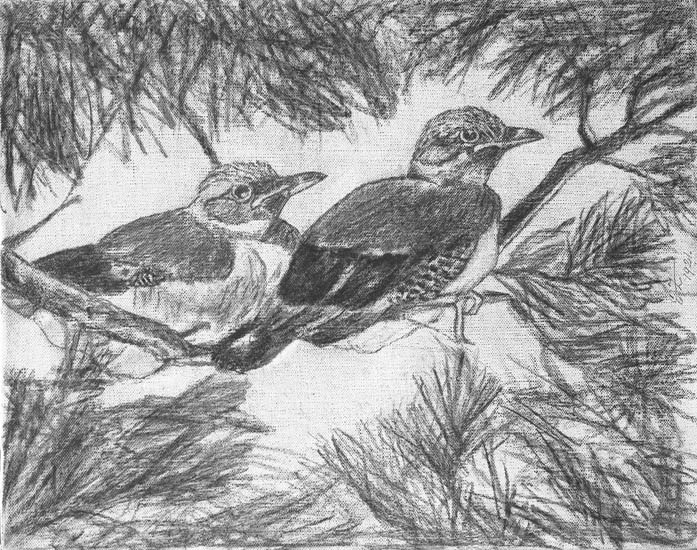
Kritteckning på väv av Edgar Zachau 1921.

Edgar August Zachau, född 8 juli 1873 i Uddevalla, död där 21 juli 1940, var en svensk målare och grafiker.
Han var son till skeppsredaren Adolph Pontus Zachau och Elsie Amalia Jonsson och från 1920 gift med Anna Amalia Millqvist och farbror till Gulli Elisabeth Hagberg. Zachau studerade för Carl Wilhelmson och vid Det Kongelige Danske Kunstakademi i Köpenhamn. Han medverkade i utställningen Svensk konst på  Valand-Chalmers i Göteborg 1923. Hans konst består huvudsakligen av fågelmotiv som målningar eller träsnitt. Zachau är representerad vid Bohusläns museum. Han är gravsatt på Norra kyrkogården i Uddevalla.